# حيف (حديبو)

تعديل مصدري - تعديل

حيف إحدى قرى مديرية حديبو التابعة لمحافظة سقطرى، بلغ تعداد سكانها 153 نسمة حسب تعداد اليمن لعام 2004.